# 順徳 (大理)
順徳（じゅんとく）は、中国の大理国の段思聡の時代に使用された元号。968年。

## 概要
『雲南志略』及び『滇載記』には聖徳と記録があり、阮氏の『野史』に順徳。『中國歴代年号考』は「順」と「聖」の音が近いことから阮氏の順徳を採録している。

## 西暦との対照表
| 順徳 | 元年  |
| 西暦 | 968年 |
| 干支 | 戊辰  |